# Macrothemis inequiunguis
Macrothemis inequiunguis is een libellensoort uit de familie van de korenbouten (Libellulidae), onderorde echte libellen (Anisoptera).
De wetenschappelijke naam Macrothemis inequiunguis is voor het eerst geldig gepubliceerd in 1895 door Calvert.